# Vigevano Calcio 1921
L'A.S.D. Vigevano Calcio 1921, noto semplicemente come Vigevano, è una società calcistica italiana con sede nella città di Vigevano. È nota con la corrente denominazione dal 2023, a seguito dell'ultimo riassetto societario.
Fondata nel 1921 col nome di Giovani Calciatori Vigevanesi, nei suoi primi trent'anni di storia la squadra lomellina ha sfiorato più volte la promozione in Serie A, senza mai riuscire ad ottenerla. Numerose sono state invece le partecipazioni al campionato di Serie B, l'ultima nella stagione 1958-1959, che insieme alle cospicue partecipazioni nei campionati professionistici di terza e quarta serie ottenute fino alla fine degli anni '70 permettono ancora oggi al Vigevano di rientrare tra le prime cento squadre d'Italia per tradizione sportiva secondo i criteri stabiliti dalla FIGC, nonché al sessantaseiesimo posto nella classifica perpetua della Serie B.
Attualmente milita nel campionato di Eccellenza, quinto livello della piramide calcistica italiana.

## Storia del calcio a Vigevano

### I primi anni (1921-1930)
Nel 1921 venne fondata la società, con la denominazione di Giovani Calciatori Vigevanesi. La nuova squadra si affiliò immediatamente al Comitato Regionale lombardo della F.I.G.C. iscrivendosi al campionato di Terza Categoria lombarda. Nella stagione 1921-1922 si classificò al 3º posto nel girone B della Terza Categoria Lombarda, venendo ammessa in Terza Divisione lombarda, il massimo livello regionale dell'epoca.
Militò in Terza Divisione per cinque stagioni, raggiungendo le finali lombarde in quattro di esse. Nella stagione 1925-1926 si classificò al 1º posto nel girone A delle finali, ma non venne promossa a causa di troppe gare sottoposte ad inchiesta per illecito sportivo (Chieri-Vigevanesi non fu omologata). Nella stagione 1926-1927 vinse di nuovo le finali, venendo questa volta promossa in Seconda Divisione Nord.
Nella stagione 1927-1928 il Vigevano disputò per la prima volta un campionato non di livello regionale ma interregionale: la stagione si concluse con il 5º posto nel girone D della Seconda Divisione Nord. Nella stagione 1928-1929, vincendo il girone B della Seconda Divisione Nord, venne promosso in Prima Divisione, l'antesignana della Serie C.

### Tra le due guerre mondiali: in Serie B e C (1930-1943)
La stagione dell'esordio in Prima Divisione fu positiva e, vincendo il girone D, fu ammesso al girone B delle finali; vincendo anche il girone di finale, centrò al primo tentativo la prima promozione in Serie B. La stagione dell'esordio nel campionato cadetto fu superiore alle aspettative e la squadra lottò addirittura per la promozione in Serie A: alla fine si classificò al 4º posto, a pari punti con l'Atalanta, ma con otto punti in meno rispetto alla zona promozione (prime due classificate).
Dopo una stagione di transizione (solo 9º posto in Serie B), il Vigevano condusse un altro campionato di vertice nella stagione 1933-1934, la prima in cui la Serie B non fu a girone unico ma a due gironi: classificandosi al 2º posto nel girone A, si qualificò alle finali, dove si qualificò soltanto al 5º posto, non riuscendo ancora una volta a conquistare la Serie A. Nella stagione 1934-1935, invece, con un 5º posto nel girone A, riuscì a qualificarsi alla Serie B dell'anno successivo, tornata al girone unico. La stagione successiva fu invece disastrosa, e con un 16º posto, venne retrocesso in Serie C. Nel frattempo cambiò denominazione in A.C. Vigevano.
La permanenza in Serie C, comunque durò una sola stagione: nella stagione 1936-1937, vincendo il girone B della Serie C, tornò immediatamente tra i cadetti. Rimase in Serie B per tre stagioni, riuscendo a salvarsi nelle prime due, ma retrocedendo al termine della stagione 1939-1940. Nelle stagioni successive militò in Serie C non riuscendo a tornare in B: nel 1941-1942 l'accesso alle finali di Serie C sfumò solo per peggior quoziente reti rispetto alla prima classificata del girone a parità di punti. Anche nella stagione 1942-43, ultima prima della sospensione dei campionati, si classificò 2° nel proprio girone, mancando di nuovo l'accesso alle finali promozione.

### Il dopoguerra e gli anni cinquanta (1945-1959)

Antonio Longoni

Alla ripresa dei campionati, essendo impossibile per la stagione 1945-1946 istituire un campionato di Serie B a girone unico, si decise di far disputare eccezionalmente per quella stagione un campionato misto di Serie B-C Alta Italia a tre gironi, alla quale alle squadre di B settentrionali sarebbero state aggregate le migliori di Serie C dell'Italia Settentrionale: il Vigevano fu tra le squadre di C ammesse al campionato misto, e riuscì addirittura a classificarsi 2º nel girone A, centrando la qualificazione alle Finali, che mettevano in palio una promozione in Serie A. Alle finali, tuttavia, si classificò solo al 3º posto, mancando per l'ennesima volta la promozione in massima serie.
Al termine della stagione, fu riconfermata in Serie B, che per le due successive stagioni mantenne la struttura a tre gironi: nella stagione 1946-1947 riuscì a salvarsi agevolmente, classificandosi al 7º posto nel girone A, ma nella stagione 1947-1948, a causa del ritorno della Serie B a girone unico a partire dalla stagione successiva, il 9º posto nel girone A non bastò per evitare la retrocessione in Serie C.
Nella stagione 1948-1949, trascorsa in C, il Vigevano si salvò inizialmente sul campo seppur a stento, ma successive e discutibili decisioni della FIGC cambiarono a tavolino la classifica, facendo scivolare il Vigevano al 20º posto nel girone A e condannandolo alla retrocessione in Promozione: dopo la fine del campionato, infatti, venne accolto in ritardo dalla Federazione un ricorso contro il giocatore magentino Brasca in quanto irregolarmente tesserato dal club mentre era già legato ad un'altra squadra; ciò comportò la sconfitta a tavolino del Magenta in tutte le partite in cui era sceso in campo Brasca: ciò permise al Piacenza di recuperare due punti che gli permisero di superare il Vigevano e di salvarsi. La squadra della provincia pavese alzò tuttavia comprensibili vibranti proteste, in quanto si era di fatto ritrovata retrocessa a tavolino senza aver avuto la benché minima parte nello scandalo Brasca. La Federazione fu comunque inflessibile nell'applicare burocraticamente il regolamento, ma il diffuso discredito che gli organi federali si erano tirati addosso per l'ingarbugliata vicenda li convinse poi nel 1950 a ripescare in C il Vigevano (che nella stagione 1949-1950 si era classificato al 2º posto nel girone D della Promozione).
Dopo un campionato in cui raggiunse la salvezza agevolmente, la stagione 1951-1952 presentava insidie per il club: infatti, la FIGC aveva deciso di rendere il campionato di Serie C a girone unico a partire dalla stagione 1952-1953 e ciò significava che solo le prime tre classificate di ognuno dei quattro gironi, più le due migliori quarte, si sarebbero salvate. Il Vigevano, comunque, riuscì agevolmente a salvarsi, riuscendo addirittura a vincere il proprio girone. Normalmente la vittoria del girone garantiva la promozione automatica in B ma, per la riforma dei campionati, per quella stagione i posti per la Serie B furono ristretti a uno (invece dei soliti quattro), per cui le quattro vincenti dei gironi (Vigevano, Piacenza, Toma Maglie e Cagliari) furono costretti a scontrarsi tra loro nel girone finale che metteva in palio una promozione in Serie B: il Vigevano chiuse 4° e la promozione in cadetteria sfumò.
Nella stagione 1952-1953, la prima nella Serie C a girone unico, il Vigevano tuttavia non riuscì a salvarsi, chiudendo al 17º posto e precipitando in IV Serie. Restò in IV Serie per due stagioni, ritornando in Serie C al termine della stagione 1954-1955: in quella stagione, dopo aver vinto il girone B della IV Serie, ottenne la promozione in C vincendo la finale del nord-ovest. Perse però la finale del nord, che dava accesso alla Finale per il titolo di Campione d'Italia di IV Serie, contro la Mestrina. Tre stagioni dopo (1957-1958), chiudendo al 2º posto il girone unico di Serie C, venne promosso in Serie B. La permanenza tra i cadetti si concluse dopo una sola stagione: il 19º posto determinò il ritorno immediato in Serie C.

### Il declino e il fallimento (1959-1979)
Nella stagione 1959-1960 arrivò la seconda retrocessione di fila, in Serie D. Restò in Serie D per quattro stagioni di fila, senza mai lottare per ritrovare la C: anzi, nella stagione 1963-1964 arrivò pure l'ignominiosa retrocessione in Prima Categoria lombarda. Restò in Prima Categoria lombarda per tre stagioni, ritrovando la D al termine della stagione 1966-1967 ma non sul campo, bensì ripescata dalla FIGC. Dopo una serie di stagioni a metà classifica in Serie D, nella stagione 1971-1972 lottò per la promozione in C contro il Legnago: entrambe le compagini chiusero in testa il girone B della Serie D, ma nello spareggio promozione fu il Vigevano a prevalere (1-0), ritrovando così la Serie C dopo un decennio di crisi di risultati.
Restò in Serie C per quattro stagioni, riuscendo a salvarsi nelle prime tre, ma precipitando di nuovo in Serie D al termine della stagione 1975-1976. Al termine della stagione 1977-1978 venne ammessa nella neocostituita Serie C2 in virtù del 4º posto nel girone B della Serie D, ma la stagione successiva, nonostante la salvezza raggiunta, la società fallì e le venne revocata l'affiliazione dalla F.I.G.C.

### La rifondazione, le serie minori e il secondo fallimento (1979-2015)
Dopo il fallimento del 1979, il Vigevano venne rifondato con la denominazione di Football Club Vigevano 1979 e ammesso a disputare il campionato di Prima Categoria lombardo. Al debutto in Prima Categoria riuscì a centrare al primo tentativo la risalita in Promozione, vincendo lo spareggio con la Castelnovese con cui si era piazzato primo a pari punti. Due anni dopo, nella stagione 1981-1982 la promozione in Serie D sembrò sfumare agli spareggi promozione: in tali spareggi, infatti, perse a Parabiago 0-2 con la Pro Sesto, vinse 1-0 a Sesto San Giovanni con la Brembillese e perse 1-4 a Sesto San Giovanni con la Pro Palazzolo, e avrebbe dovuto rimanere in Promozione lombarda; in estate, tuttavia, fu ripescata in Interregionale dalla FIGC. In Interregionale rimase per sette stagioni, raggiungendo il massimo risultato nelle stagioni 1982-1983 e 1986-1987 in cui chiuse il proprio girone al 3º posto. Nella stagione 1989-1990 arrivò tuttavia la retrocessione in Promozione, nella quale rimase una sola stagione, ritornando in Interregionale nella stagione 1991-1992. Nella stagione 1992-1993 l'Interregionale cambiò denominazione in Campionato Nazionale Dilettanti, ma la squadra non riuscì a centrare la salvezza, retrocedendo nei campionati regionali.
Nella stagione 1993-1994, disputata in Eccellenza Lombardia, arrivò la seconda retrocessione di fila, in Promozione Lombardia. Dopo alcuni buoni campionati, il club riuscì a risalire in Eccellenza al termine della stagione 1997-1998 e a ritornare in Serie D al termine della stagione 2000-2001.
Dopo due buoni campionati, chiusi nella metà superiore della classifica, il club retrocesse sul campo in Eccellenza al termine della stagione 2004-2005: perse infatti ai play-out 2-4 fuori e 2-3 in casa col Casteggio Broni, venendo condannato alla retrocessione; tuttavia fu riammesso in D alla compilazione dei nuovi quadri stagionali. Due stagioni dopo, campionato 2005-2006, retrocesse di nuovo perdendo lo spareggio salvezza col Savona 5-2 (1-1, 1-1 d.t.s. e 4-1 d.t.r.), e questa volta non arrivò il ripescaggio a salvare le sorti del club.
Il Vigevano ritrovò la Serie D al termine della stagione 2008-2009, ma ritornò in Eccellenza due stagioni dopo, al termine della stagione 2010-2011.
Nelle successive stagioni il club biancoazzurro cambiò più volte proprietà, tanto che l'ambiente societario ne risultò destabilizzato. Al culmine di tutto ciò, la stagione 2014-2015 vide il Vigevano terminare all'ultimo posto il proprio girone di Eccellenza, con tre punti di penalità irrogati a seguito di tre partite non disputate. Frattanto, in data 24 settembre 2014, il tribunale di Pavia aveva dichiarato il fallimento del Vigevano Calcio s.r.l., autorizzando la società a concludere la stagione in corso mediante esercizio provvisorio.
Al termine del campionato, in data 16 luglio 2015, la F.I.G.C. dispose la revoca dell'affiliazione della squadra, estromettendola dai campionati nazionali e svincolando i giocatori tesserati.

### Rinascita del club (dal 2015)
A fallimento dichiarato, nei primi mesi del 2015 alcuni dirigenti del disciolto Vigevano Calcio costituirono una nuova società denominata A.S.D. F.C. Vigevano 1921, alla cui presidenza si insediò l'imprenditore Claudio Mascherpa, che rilevò il marchio e la tradizione sportiva biancoceleste, puntando a reiscrivere la prima squadra nel campionato lombardo di Promozione.
Nel luglio del 2015 Mascherpa decise tuttavia di rilevare anche un'altra società cittadina, la A.S.D. Pro Vigevano Suardese, che nella stagione precedente aveva ottenuto la salvezza in Eccellenza Lombardia. Si decise pertanto di mantenere il F.C. Vigevano transitoriamente attivo col solo settore giovanile, mentre la Pro Vigevano venne regolarmente iscritta al campionato regionale di quinta serie, cui si presentò adottando maglia e simbolo del club principale. Da ciò sarebbe dovuto scaturire un processo di accorpamento delle due realtà da concretizzare nel 2017 con la fusione tra F.C. Vigevano 1921 (frattanto passata sotto la presidenza di Simone Mascherpa, figlio di Claudio) e Pro Vigevano Suardese, al fine di riassumere la denominazione Vigevano Calcio e riadottare in pianta stabile i simboli e colori storici.
In campionato la Pro Vigevano si rivela tuttavia poco competitiva, occupando immediatamente le ultime posizioni del girone A di Eccellenza Lombardia e subendo un doppio cambio di allenatore: nell'ottobre 2015 Fabio Andolfo viene infatti sostituito da Luca Anania, poi dimessosi nel mese di dicembre e rimpiazzato da Enea Garbagnoli. Il tutto non basta a scongiurare la retrocessione in Promozione.
Dal punto di vista societario, sul finire del 2015 il percorso di integrazione societaria subisce una battuta d'arresto allorché l'assemblea dei soci dell'A.S.D. F.C. Vigevano 1921 elegge presidente Francesco Bertucci in luogo di Simone Mascherpa. Quest'ultimo, non riconoscendo la decisione e rivendicando il ruolo della propria famiglia quale unica guida di ambedue i club, presenta un esposto alla procura della FIGC, che avvia degli accertamenti. La querelle si trascina fino all'estate, sfociando infine in una rottura tra le due società: la Pro Vigevano dei Mascherpa (che continuano a rivendicare la gestione anche del secondo club) assume la nuova denominazione di Società Sportiva Dilettantistica Città di Vigevano e adotta un simbolo molto simile all'emblema storico del Vigevano Calcio, prendendo parte al campionato di Promozione. In tale frangente la tifoseria federata nel Vigevano Club decide di schierarsi con questo sodalizio.
D'altro canto il F.C.D. Vigevano, il cui presidente Bertucci continua a rivendicare la propria indipendenza, la legittimità di collegamento storico e l'esclusività d'uso dei marchi sociali, organizza una propria prima squadra e si iscrive al campionato pavese di Terza Categoria: inseriti nel girone A, i biancocelesti chiudono la stagione regolare al settimo posto, mancando l'accesso ai play-off promozione. A fine stagione il club decide di fondersi con l'Atletico San Giorgio di San Giorgio Lomellina (l'anno precedente militante in Seconda Categoria) e muta pertanto denominazione in Associazione Sportiva Dilettantistica Vigevano Calcio 1921, mantenendo simbologia e colori ed iscrivendosi al campionato di ottava serie pavese.
Nella stagione sportiva 2017-2018 il Vigevano Calcio 1921 conquista i play-off e successivamente è ammesso in Prima Categoria a completamento organici; dopo cinque stagioni di militanza in settima serie, nell'estate 2023 si ricompone la frattura col Città di Vigevano dei Mascherpa (appena retrocesso dalla Promozione), che rinuncia a iscrivere la propria prima squadra e avvia pertanto la reintegrazione con il Vigevano "storico", frattanto passato sotto la responsabilità del DG Gianni Speciale.

## Stadio
Il primo campo dei G.C. Vigevanesi è stato il "Campo Bepi Crespi" di via Trento, di dimensioni 120x65 e capienza circa 10 000 posti, che fu utilizzato per la Serie B fino alla stagione 1934-1935.
All'inizio del campionato di 1935-1936 fu terminato il nuovo campo di dimensioni 110x67, capienza circa 20 000 spettatori e definito come "Stadio Comunale". Era ubicato nella strada che all'epoca si chiamava "via Madonna Sette Dolori". Nel 1941 la strada cambiò nome in viale Monte Grappa.
Lo Stadio Comunale fu ridenominato in "Stadio Dante Merlo" alla morte dello storico presidente biancoceleste nel 1992, prima dell'inizio della stagione sportiva 1992-1993. L'attuale capienza è di 2 200 posti con dimensioni 105x65.

## Cronistoria
Annotazioni
1. ↑  Sotto la denominazione Pro Vigevano Suardese.

## Simboli

Stemma in uso attorno ai primi anni 2000
Stemma societario in uso fino al 2015
Stemma della Pro Vigevano Suardese adottato nella stagione 2015-2016

## Competizioni disputate

### Campionati nazionali
| Categoria | Partecipazioni | Debutto   | Ultima stagione |
| --------- | -------------- | --------- | --------------- |
| B         | 11             | 1931-1932 | 1958-1959       |
| C         | 19             | 1927-1928 | 1978-1979       |
| D         | 32             | 1928-1929 | 2010-2011       |

In 62 stagioni sportive disputate dall'esordio a livello nazionale nella Direttorio Divisioni Inferiori Nord nel 1927, compresi 1 torneo di Seconda Divisione (D), 1 torneo di Serie C2 e 1 di Serie B Alta Italia (B). Sono escluse tutte le annate giocate dal Vigevano nel Comitato Regionale lombardo.

## Palmarès

### Competizioni interregionali
- Campionato di Serie C: 1

1936-1937
- Campionato di IV Serie: 1

1954-1955
- Campionato di Serie D: 1

1971-1972

### Competizioni regionali
- Campionato di Terza Divisione lombarda: 4

1923-1924, 1924-1925, 1925-1926, 1926-1927
- Campionato di Seconda Divisione Nord: 1

1928-1929
- Campionato di Prima Divisione: 1

1930-1931
- Campionato di Prima Categoria: 2

1979-1980, 2023-2024
- Campionato di Promozione: 3

1981-1982, 1990-1991, 1997-1998
- Campionato d'Eccellenza: 2

2000-2001, 2008-2009

### Altri piazzamenti
- Serie B:

Secondo posto: 1933-1934 (girone A), 1945-1946 (girone A)
- Serie C:

Secondo posto: 1941-1942 (girone C), 1942-1943 (girone C), 1957-1958
Terzo posto: 1940-1941 (girone B)
- Serie D:

Secondo posto: 1976-1977 (girone B)
Promozione: 1977-1978 (girone B)
- IV Serie:

Terzo posto: 1953-1954 (girone B)
- Campionato Interregionale:

Terzo posto: 1982-1983 (girone B), 1986-1987 (girone B)
- Promozione:

Secondo posto: 1949-1950 (girone D)
- Seconda Categoria:

Secondo posto: 2017-2018 (girone V)
- Scudetto Dilettanti:

Semifinalista: 1954-1955
- Torneo Benefico Lombardo:

Terzo posto: 1944-1945

## Attività polisportiva
Nell'estate del 2019, la società ha deciso di costituire la propria sezione di calcio femminile.